# عدد وولف

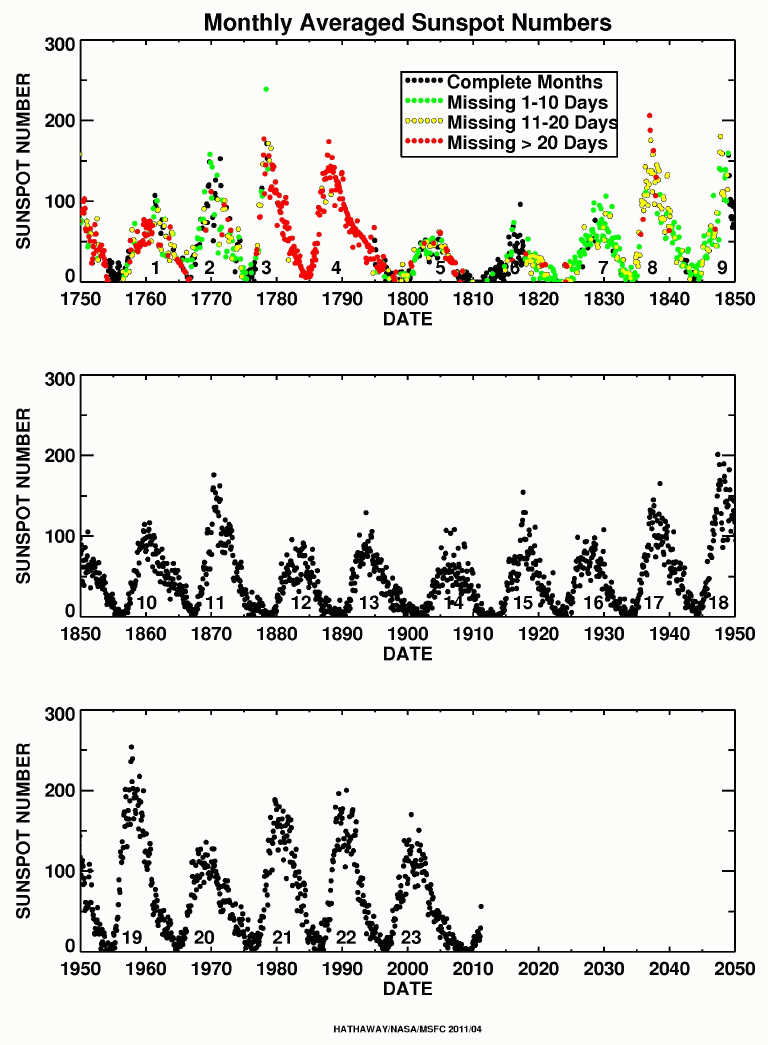
عدد وولف منذ عام 1750.

عدد وولف (المعروف أيضا باسم عدد البقع الشمسية الدولي، عدد البقع الشمسية النسبي، أو رقم زيوريخ) هو مقدار يقيس عدد البقع الشمسية ومجموعات البقع الشمسية الموجودة على سطح الشمس.نشأت فكرة إحْصاء عدد البقع الشمسية من قبل رودولف ولف في عام 1848 في زيوريخ، سويسرا، وبالتالي، فإن الإسلوب يحمل اسمه (أو المكان).يستخدم الجمع بين البقع الشمسية ومجموعاتها لكي تعوض عن التغيرات في رصد البقع الشمسية الصغيرة.

## تاريخ
لقد تم حساب هذا العدد وجدولته من قبل الباحثين لأكثر من 150 عاما وقد وجدوا أن النشاط البقع الشمسية دوري ويصل إلى الحد الأقصى في حدود كل 9.5 إلى 11 عاما ولقد لوحظت هذه الدورة لأول مرة من قبل هاينريش شويب في عام 1843.
عدد البقع الشمسية هو في الواقع متوسط ملاحظات أشخاص متعددين في مواقع متعددة بمعدات مختلفة، مع تعيين عامل قياس k لكل مراقب للتعويض عن قدرتهما المختلفة على رصد البقع الشمسية الصغيرة وتقسيمهم الشخصي لمجموعات البقع الشمسية.
ويحسب عدد البقع الشمسية النسبي {\displaystyle R} باستخدام الصيغة (يجمع كمؤشر يومي لنشاط البقع الشمسية):
{\displaystyle R=k(10g+s)\,}
حيث:
- {\displaystyle s} عدد البقع الفردية،
- {\displaystyle g} هو عدد مجموعات البقع الشمسية، و
- {\displaystyle k} هو عامل يتغير باختلاف الموقع والأجهزة (المعروف أيضا باسم عامل المرصد أو معامل التخفيض الشخصي {\displaystyle K}).[5]

تتوفرالأن قائمة منقحة ومحدثة للأعداد البقع الشمسية منذ 1 يوليو 2015 .